# Dewoitine D.9
Девуатин D.9 (фр. Dewoitine D.9) — французский истребитель межвоенного периода. Первый полёт совершил в июне 1924 года. Он выпускался с 1925 по 1926 год в головной компании Dewoitine во Франции, а также по лицензии итальянской компанией Ansaldo под наименованием Ansaldo AC.3. Самолёт использовался в ВВС Италии, Швейцарии, Бельгии и Югославии.

## История проектирования
В 1923 году французская техническая служба аэронавтики (STAé) выпустила спецификацию STAé 1921 C1 (chasseur monoplace)— на одноместный истребитель, с целью замены истребителя Nieuport 29 (NiD 29) в частях военной авиации, предусматриваемым конкурсом, назначенным на сентябрь 1924 года. Перечень требований 1923 года предусматривал максимальную скорость самолёта на номинальном режиме работы мотора (80 % мощности) в 240 км/ч на высоте 5000 метров. Продолжительность полёта должна была составлять 4 часа, а мощность двигателя находится в интервале между 400 и 500 л. с. Вооружение должно было составлять 4 пулемёта с боекомплектом в 500 патронов на ствол.
Требования вызвали повышенный интерес и на рассмотрение в комиссию по испытанию новых аппаратов для воздухоплавания (CEDANA) было предоставлено 28 проектов, среди них 5 от фирмы Девуатин: D.9, D.12, D.15, D.19, D.21.
Самолёт Dewoitine D.9 был спроектирован инженером Эмилем Девуатином на базе его первого самолёта Dewoitine D.1 с увеличенным размахом крыльев и более сильным звездообразным двигателем воздушного охлаждения. Это был универсальный одноместный истребитель, предназначенный для улучшения характеристик по сравнению с его предшественником. Первый прототип полетел в июне 1924 года, и испытания завершились и сформировали окончательную вид самолёта в начале 1925 года. Основным отличием самолёта от Dewoitine D.1 была установка звездообразного двигателя воздушного охлаждения Gnome-Rhone 9Ab Jupiter мощностью 308 кВт/420 л. с. Так же была увеличена на 5 м² площадь крыла. Помимо этого, в соответствии с конкурсом усиливалось вооружение, с добавлением 2 установленных в крыльях 7,5-мм пулемётов Darne. Последние могли не устанавливаться.
На конкурсе проект самолёта занял только 6-е место, и поэтому на вооружение принят не был. А сам прототип был уничтожен 15 октября 1925 года.
Несмотря на то, что самолёт был отклонен национальным конкурсом, компания предложила модель на внешнем рынке, добившись некоторого успеха и заключения контрактов с правительством Бельгии (один экземпляр) и Югославии, а также заключила продажу трёх разобранных экземпляров Eidgenössischen Konstruktionswerkstätten (EKW), предназначенных для ВВС Швейцарии.
Параллельно с D.9 для конкурса одноместного истребителя 1923 года, разрабатывался Dewoitine D.12, оснащенный двигателем Lorraine-Dietrich 12E мощностью 450 л. с. Было построено 2 экземпляра.

## История эксплуатации

### Италия
Хотя Франция не закупила ни одного самолёта Dewoitine D.9 для собственных нужд, этот самолёт был произведен в довольно большом количестве благодаря Италии, которая получила в 1924 году, одновременно с D.1 и один самолёт D.9. Итальянская компания Ansaldo купила лицензию на производство этого самолёта и произвела в 1925—1926 годах в общей сложности 147 штук. Самолёт, изготовленный в Италии, получил название Ansaldo AC.3. На нём устанавливался также лицензионный вариант двигателя Alfa Romeo Jupiter. Таким образом, именно Италия стала крупнейшим пользователем самолёта Dewoitine D.9, который оставался на вооружении Regia Aeronautica до 1930-х годов.

### Швейцария
В Швейцарии, по лицензии, компанией EKW было собрано 3 экземпляра самолёта (серийные номера 222—224). Три D.9, собранные в Швейцарии после получения регистрационных кодов 676, 677 и 678, были назначены на роль истребителей и тренировочных самолётов с 1928 года. Два из этих самолётов оставались в эксплуатации в подразделениях ВВС Швейцарии до 1940 года. Самолёт под кодом 678 был уничтожен в результате несчастного случая 15 марта 1930 года.

### Бельгия
Аналогично тому, что было сделано во Франции, Бельгия в 1926 году также заявила о необходимости заменить истребители NiD 29 в своих подразделениях воздушного компонента бельгийской армии, не особенно удовлетворенная данным самолётом, поскольку он был конструктивно хрупким и не обладал акробатическими способностями.
D.9, приобретённый Бельгии, был доставлен 6 августа 1926 года и получил военное обозначение J.2. Используемый в интенсивных лётных испытаниях несколькими военными пилотами на базах Эве, Вевелгем и Нивеллес, при сравнительной оценке, в которой также участвовал Dewoitine D.19 (J.1), оснащенный 12-цилиндровым V-образным Hispano-Suiza 12Jb (в качестве альтернативного предложения французской компании) Dewoitine D.9 не смог преодолеть конкуренцию чехословацкого Aviа BH-21. Поставленный самолёт оставался единственным, числящимся за бельгийскими вооруженными силами. Он оставался на вооружении до начала 1930-х годов, а затем был продан на публичных торгах на гражданском рынке 15 октября 1935 года. Самолёт, получивший регистрационный код ОО-АРД, завершил свою эксплуатацию в качестве гражданского самолёта.

### Югославия
Югославия приобрела 6 экземпляров самолёта Dewoitine D.9, в дополнение к самолётам Dewoitine D.1. Самолёты Югославии были произведены в 1925 году, а поставлены на вооружение в 1926 году. Самолёты являлись частью эскадрильи, дислоцированной на аэродроме в Земуне. На вооружении Королевских ВВС Югославии он оставался до 1937 года в качестве самолёта для подготовки и обучения пилотов акробатическим полётам. Эти самолёты были закуплены Королевскими ВВС Югославии по большей части, для того, чтобы протестировать новый двигатель Gnome-Rhone Jupiter9Ab, на производство которого в Югославии позже была приобретена лицензия.

## Тактико-технические характеристики
Источник данных: Illustrated Encyclopedia of Aircraft

Технические характеристики
- Экипаж: 1
- Длина: 7,30 м
- Размах крыла: 12,80 м
- Высота: 3,00 м
- Площадь крыла: 25,00 м² (обоих крыльев)
- Масса пустого: 945 кг
- Нормальная взлётная масса: 1 333 кг
- Силовая установка: 1 × 9-цилиндровый радиальный воздушного охлаждения Gnome & Rhône 9Ab Jupiter
- Мощность двигателей: 1 × 560 л. с. (1 × 420 кВт)

Лётные характеристики
- Максимальная скорость: 245 км/ч на уровне моря
- Практическая дальность: 400 км
- Практический потолок: 8 500 м
- Скороподъёмность: 8,75 м/с

Вооружение
- Стрелково-пушечное: 2 x 7,7-мм пулемёта MAC (Виккерс) в фюзеляже, 2 x 7,7-мм пулемёта Darne  в крыльях

## Эксплуатанты
Бельгия
- ВВС Бельгии: 2

 Италия
- Regia Aeronautica 150 самолётов построены по лицензии, именовались Ansaldo AC.3

 Швейцария
- ВВС Швейцарии: 3 лицензионных самолёта, строились на EKW с/н 222—224, бортовые номера 676-678

 Югославия
- Королевские ВВС Югославии: 6 самолётов